# 3C 321
3C 321 è un sistema formato da due galassie che ruotano una intorno all'altra. La coppia è situata in direzione della costellazione del Serpente a circa 1,2 miliardi di anni luce dalla Terra. Entrambe le galassie si trovano ad una distanza analoga da noi ma sono estremamente vicine fra loro, separate da soli 20.000 anni luce.
Le due galassie ospitano nei rispettivi centri un buco nero supermassiccio. La galassia di maggiori dimensioni si è guadagnato il soprannome di Galassia Morte Nera (Death Star Galaxy) a causa dell'emissione dal buco nero di getti di particelle e radiazioni che viaggiano a velocità relativistiche e che colpiscono in pieno la galassia compagna più piccola. Come ben visibile dalle immagini raccolte da Chandra nella banda dei raggi X, il getto colpendo la galassia più piccola viene interrotto e deviato.
Si stima che questo processo sia di recentissima formazione in termini astronomici, in quanto la collisione del getto contro la galassia minore sembra iniziato da circa un milione di anni.